# Jorge Marcos de Oliveira

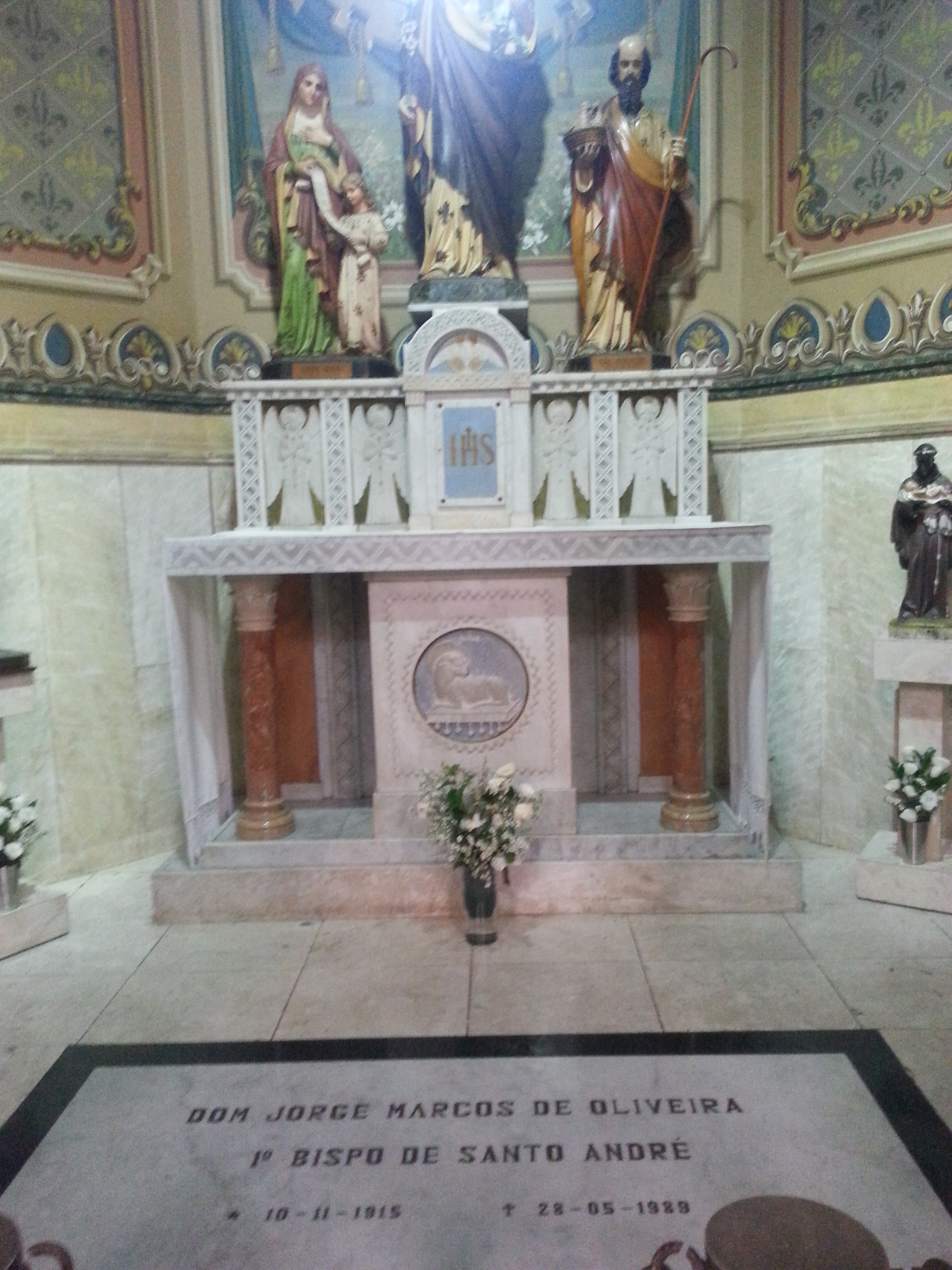
Grabmal Jorge Marcos de Oliveira

Jorge Marcos de Oliveira (* 10. November 1915 in Rio de Janeiro; † 28. Mai 1989 in Santo André) war ein brasilianischer Geistlicher und römisch-katholischer Bischof von Santo André im Bundesstaat São Paulo.

## Leben
Jorge Marcos de Oliveira war ein Sohn von Carlos José de Oliveira und Angelina Rufo, einer wohlhabenden Familie aus Rio de Janeiro. Er war der Schwager von General Eurico Gaspar Dutra, dem Präsidenten der Republik nach dem Sturz von Getúlio Vargas im Jahr 1945. Im Alter von 14 Jahren trat er 1929 in das Kleine Seminar in Rio de Janeiro ein. Spoäter studierte der im Großen Seminar von São Paulo und am Zentralseminar von Ipiranga. Am 8. Dezember 1940 empfing er die Priesterweihe für das Erzbistum São Sebastião do Rio de Janeiro.
Er war Lehrer am Erzbischöflichen Seminar und Seelsorger sowie Präses der Unabhängigen und der Katholischen Universitätsjugend von Rio de Janeiro.
Papst Pius XII. ernannte ihn am 3. August 1946 zum Weihbischof in São Paulo und Titularbischof von Bagis. Der Erzbischof von São Sebastião do Rio de Janeiro, Kardinal Jaime de Barros Câmara spendete ihm am 27. Oktober 1946 die Bischofsweihe; Mitkonsekratoren waren Rosalvo Costa Rêgo, Weihbischof in Marciana, und Manuel da Silveira d’Elboux, Bischof von Ribeirão Preto. Jorge Marcos de Oliveira war damals mit 31 Jahren der jüngste Bischof weltweit. 
Während der Amtszeit als Weihbischof reiste er zweimal nach Spanien und Italien und vertrat die brasilianische katholische Jugend auf deren Kongressen. Im Zusammenhang mit sozialen Themen arbeitete er in 40 Favelas in Rio de Janeiro und verbrachte in jeder Favela 8 volle Tage. Da er sich auch für Berufungen interessierte, war er drei Jahre lang Nationaler Direktor für Priesterberufe. 
Am 26. Juli 1954 wurde er zum ersten Bischof des neuerrichteten Bistums Santo André ernannt. Er setzte sich stark für die Bekämpfung von Hunger und Armut ein und gründete unter anderem den Verein Associação Lar Menino Jesus. Dieser unterstützte Jugendliche zunächst in Form eines Internats, das 1969 in ein Halbinternat umgewandelt wurde. In den umliegenden Industrieregionen engagierte er sich für die Arbeiter, die unter schwierigen Arbeitsbedingungen litten. Er verfolgte deren Streiks und gehörte 1960 zu den Gründern der Nationalen Arbeitsfront (portugiesisch Frente Nacional do Trabalho; FNT), einer paritätischen Organisation, die sich an den Grundsätzen der kirchlichen Soziallehre orientiert. 
Jorge Marcos war Konzilsvater aller vier Sitzungsperioden des Zweiten Vatikanischen Konzil. Er war einer der sieben brasilianischen Bischöfe, die 1965, wenige Tage vor Abschluss des Zweiten Vatikanischen Konzils, in Rom das Dokument von 40 Priestern unterzeichneten, das als Katakombenpakt bekannt wurde und in dem die vorrangige Option für die Armen verkündet wurde, der Ursprung der Befreiungstheologie. 
1971 wirkte er an der Gründung der Föderation der Hilfswerke von Santo André (portugiesisch Federação das Entidades Assistenciais de Santo André; FEASA) mit, deren Vorstand er später als Präsident angehörte.
1975 nahm Papst Johannes Paul II. sein Rücktrittsgesuch aus gesundheitlichen Gründen an. Ihm folgte sein Weihbischof Cláudio Hummes OFM, später Erzbischof von Fortaleza und, zum Kardinal erhoben, Erzbischof von São Paulo. Weiterhin leitete er den Verein Associação Lar Menino Jesus.
Er starb am 28. Mai 1989 im Alter von 73 Jahren. Er wurde in der Kathedrale Unserer Lieben Frau vom Berge Karmel, neben dem Seitenaltar des Heiligen Josef, in Santo André bestattet.